# Assistant parlementaire
Un assistant parlementaire, aussi appelé attaché parlementaire, est une personne travaillant dans une institution parlementaire auprès d'un élu ou d'un groupe politique.

## Parlement européen
L'assistant parlementaire au sein du Parlement européen travaille pour le député européen. Celui-ci peut engager deux types d’assistants : les « assistants parlementaires accrédités » et les « assistants locaux ».

## En France
En France, il est dénommé collaborateur parlementaire. Un collaborateur effectue son travail aux cotes d'un député ou d'un sénateur dont il est directement l'employé. Les sénateurs ont la possibilité de recruter plusieurs collaborateurs et les rémunèrent par le moyen d'une enveloppe prévue.